# Milan Kundera
Milan Kundera (ur. 1 kwietnia 1929 w Brnie, zm. 11 lipca 2023 w Paryżu) – czeski i francuski pisarz i eseista, znany m.in. jako autor Nieznośnej lekkości bytu.

## Życiorys
Urodził się w inteligenckiej rodzinie, jego ojciec Ludvík Kundera był wybitnym pianistą, a w latach 1948–1961 pierwszym rektorem Akademii Sztuk Scenicznych im. Leoša Janáčka w Brnie.
Od najmłodszych lat uczył się gry na fortepianie. Ukończył szkołę średnią w Brnie w 1948 roku. Później studiował muzykologię i literaturę na Uniwersytecie Karola w Pradze. W 1950 roku z powodów politycznych musiał przerwać studia. W 1952 roku ukończył studia na Wydziale Filmowym i Telewizyjnym Akademii Sztuk Scenicznych w Pradze, gdzie następnie pracował jako wykładowca.
Należał do pokolenia, które świadomie nie zaznało przedwojennej, wolnej Czechosłowacji. Jego dorastanie opierało się na doświadczeniach z lat II wojny światowej, z okupacji niemieckiej. To pchnęło go w kierunku poglądów marksistowskich, od 1948 był członkiem Czechosłowackiej Partii Komunistycznej. W 1950 roku został usunięty z partii za działalność antypartyjną. Dla Kundery było to inspiracją do napisania powieści Żart (1967). Partia ponownie przyjęła go w 1957, po czym w 1970 ponownie usunęła go ze swoich struktur. Podobnie jak inni czescy intelektualiści, tacy jak Václav Havel, był zaangażowany w Praską Wiosnę. Z czasem odciął się od czeskiej kultury, budząc liczne kontrowersje, nie zezwalał na tłumaczenie swoich książek napisanych po francusku na język czeski, jedynie wyraził zgodę na publikację swoich starszych dzieł.

## Twórczość
Jego powieść Żart była satyrą na życie w komunistycznej Czechosłowacji.
Ze względu na krytykę wobec interwencji Układu Warszawskiego w Czechosłowacji w 1968 roku dzieła Kundery trafiły na czarną listę. Pisarz w 1975 roku wyemigrował do Francji, gdzie opublikował Księgę śmiechu i zapomnienia.
W 1984 roku opublikował swoje najbardziej znane dzieło, czyli powieść Nieznośna lekkość bytu opowiadającą o losie małżeństwa, któremu przychodzi wieść życie w Pradze w okresie Praskiej Wiosny. W 1988 roku Philip Kaufman dokonał ekranizacji tej książki, która okazała się sukcesem. Kundera nie był jednak z niej zadowolony; od tego momentu nie wyraził już zgody na ekranizację żadnego ze swoich dzieł. W 1990 roku wydał Nieśmiertelność, ostatnią powieść napisaną w języku czeskim (późniejsze utwory pisał po francusku), w której nad elementem politycznym przeważa element filozoficzny.
Nie był uważany za pisarza politycznego. Wątki polityczne, znane z jego wczesnych dzieł, znikają z czasem na rzecz rozważań filozoficznych. Jego styl, inspirowany dziełami Friedricha Nietzschego, daje się także odczuć u pisarzy młodego pokolenia.
Prace Kundery często odnoszą się do muzyki, autor zabierał też głos w sprawie czeskiego folku.
Jego prace były tłumaczone na liczne języki świata, m.in. na angielski, niemiecki, hiszpański, grecki i polski.

## Życie prywatne
Jego bratem stryjecznym był Ludvík Kundera (1920–2010), poeta, dramaturg, prozaik, tłumacz. Pierwszą żoną Milana była śpiewaczka Olga Haas (ur. 1937), córka Pavla Haasa (1899–1944), kompozytora pochodzenia żydowskiego, który zginął w komorze gazowej w Auschwitz-Birkenau i bratanica aktora Hugona Haasa (1901–1968). Emigrował z drugą żoną, Věrą Hrabánkovą, w 1975 roku.

## Utwory
- 1953 Člověk zahrada širá
- 1955 Poslední máj
- 1957 Monology
- 1960 Umění románu: Cesta Vladislava Vančury za velkou epikou
- 1962 Majitelé klíčů (Klucze, 1967)
- 1963 První sešit směšných lásek
- 1965 Druhý sešit směšných lásek
- 1967 Žert (Żart, 1970)
- 1968 Třetí sešit směšných lásek
- 1969 Ptákovina
- 1970 Směšné lásky (Śmieszne miłości. Anegdoty melancholijne, 1971)
- 1971 Jacques et son maître: hommage a Denis Diderot en trois actes (Kubuś i jego pan: Hołd w trzech aktach dla Denisa Diderota, 2000)
- 1973 Život je jinde (Życie jest gdzie indziej, 1989)
- 1976 Valčík na rozloučenou (Walc pożegnalny, 1983)
- 1978 Kniha smíchu a zapomnění (Księga śmiechu i zapomnienia, 1993)
- 1984 Nesnesitelná lehkost bytí (Nieznośna lekkość bytu, 1992)
- 1986 L’art du roman (Sztuka powieści, 1991)
- 1990 L’immortalité (oryginalny tytuł czeski Nesmrtelnost, pol. Nieśmiertelność, 1995)
- 1993 Les testaments trahis (Zdradzone testamenty, 1996)
- 1995 La lenteur (Powolność, 1997)
- 1997 L’identité (Tożsamość, 1998)
- 2000 L’ignorance (Niewiedza, 2003)
- 2005 Le rideau. Essai en sept parties (Zasłona. Esej w siedmiu częściach, 2006)
- 2009 Une rencontre (Spotkanie, 2009)
- 2014 La fête de l’insignifiance (Święto nieistotności, 2015)

### Wydania polskie
W latach 1967–1970 polskie tłumaczenia „Śmiesznych miłości” i „Żartu” zostały wydane przez „Śląsk” i PIW.
W latach osiemdziesiątych XX w. wiele utworów Kundery ukazało się w Polsce w drugim obiegu, w takich wydawnictwach, jak „Przedświt”, „Niezależna Oficyna Wydawnicza”, „Litery”, „Aspekt”, „ECCO”, „Rytm”, Oficyna Literacka, „Wers”, „Bis”.
Po 1989 książki Kundery wydawały w Polsce Państwowy Instytut Wydawniczy, Wydawnictwo W.A.B. i wydawnictwo Wilga. Jego utwory tłumaczyli Agnieszka Holland, Marek Bieńczyk, Piotr Godlewski, Jacek Illg, Andrzej Jagodziński i Emilia Witwicka.
Jego dramaty wystawiano na deskach polskiego teatru. Prapremiera "Kluczy" odbyła się 21 grudnia 1967 w Teatrze im. Wilama Horzycy w Toruniu, a prapremiera sztuki "Kubuś i jego pan" odbyła się 22 marca 1990 w Teatru "Wybrzeże".

## Nagrody
- 1964 Nagroda Państwowa CSRS
- 1968 Nagroda Związku Pisarzy Czechosłowackich
- 1973 Prix Médicis Étranger dla najlepszej powieści zagranicznej opublikowanej we Francji za Życie jest gdzie indziej
- 1978 Premio Litterario Mondello za Walc pożegnalny
- 1981 American Common Wealth Award za całokształt twórczości
- 1983 Doktor honoris causa Uniwersytetu Michigan
- 1985 Wielka Nagroda Jerozolimska
- 1987 Nagroda Krytyków Akademii Francuskiej za esej Sztuka powieści
- 1987 Nagroda Nelly Sachs
- 1987 Austriacka Nagroda Państwowa dla Literatury Europejskiej
- 1990 Rycerz Legii Cudzoziemskiej
- 1991 Pierwsza nagroda The Independent dla najlepszego pisarza
- 1992 Nagroda Vilenica
- 1994 Nagroda Jaroslava Seiferta za powieść Nieśmiertelność
- 1995 Czeski Medal Za zasługi I stopnia
- 2000 Nagroda Herdera przyznawana przez Uniwersytet Wiedeński
- 2006 Nagroda Ladislava Fuksa przyznana przez Akademię Czeskiej Literatury
- 2007 Narodowa Nagroda Literacka
- 2009 Honorowe obywatelstwo miasta Brna[12]
- 2019 Złoty Order za Zasługi na polu cywilnym (Słowenia)[13]
- 2020 Nagroda Franza Kafki[14]